# Botbea
Botbea est un village de la Région du Littoral du Cameroun, situé dans la commune de Ngambe. Il est situé à 24 km de Ngambe, sur la route qui lie Ngambe à Ndikiniméki.

## Population et développement
En 1967, la population de Botbea était de 148 habitants, essentiellement des Babimbi du peuple Bassa. La population de Botbea était de 151 habitants dont 64 hommes et 87 femmes, lors du recensement de 2005. Aujourd'hui, à cause de l'exode rural, la démographie n'a pas connu un accroissement .  
Botbea est une chefferie de 3ème degré dirigée par Sa Majesté Logmo Lucien Alexis. Ce Commissaire divisionnaire retraité a été choisi en 1989 et la décision entérinant cette désignation a été signée en 1992.   
Botbea est constituée de la grande famille log bassom qui elle même subdivisée en trois grands clans: Bilenguè, Nnong et Kisaï.  
Comme la plupart des chefferies, Botbea s'est dotée d'un comité de développement qui est chargé d'impulser le développement de sa contrée.Dans cette initiative, elle s'est regroupé avec une autre chefferie qui s'appelle Mbina et qui regroupe le grande famille Ndog Pack. En effet, ce sont deux familles sœurs que le découpage administratif a séparées. leurs filles et fils se sont donc entendus de créer un comité de développement dénommé "Comité de développement Bassom-Pack". Ce comité regroupe toutes les filles et fils de la grande famille Bassom-Pack du Cameroun et de l'extérieur. Depuis le 31 mars 2018, un nouvel exécutif a été choisi. C'est Monsieur Raymond Ngedi Bikitik qui préside désormais aux destinées de cette grande association pour un mandat de deux ans.   